# Léon-Paul-Joseph Robert
Léon-Paul-Joseph Robert (* 27. Juni 1849 in Bagneux, Île-de-France; † 21. September 1888 in Algier, Algerien) war ein französischer Maler des späten 19. Jahrhunderts.

## Leben

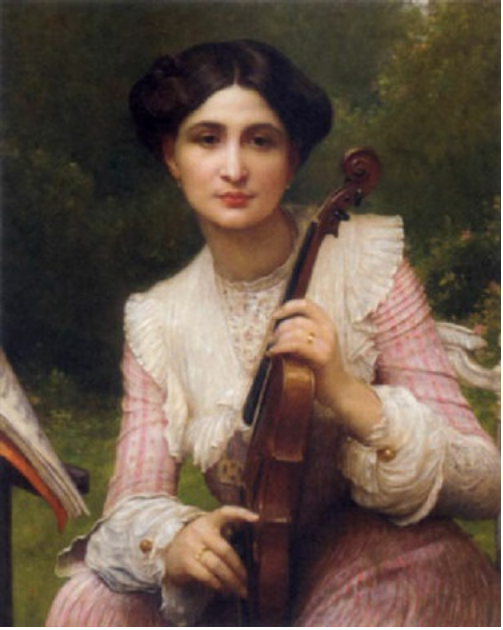
Léon-Paul-Joseph Robert: Jeune Femme tenant un violon

Léon-Paul-Joseph Robert wuchs in Bagneux als Sohn von Joseph Alphonse Robert und Antoinette Clothilde Adélaïde Marmand auf. Er studierte bei Léon Bonnat und Pierre Puvis de Chavannes. Ab 1870 gehörte er zum engeren Kreis von Paul Cézanne, Édouard Manet und Armand Guillaumin, wie aus einem Briefwechsel zwischen Antoine Guillemet und Émile Zola hervorgeht. Während des Deutsch-Französischen Krieges und der Pariser Kommune hielt er sich in Paris auf. 1871 schuf er das realistische Gemälde La Colonne Vendôme renversée, das den gestürzten Napoleon auf der Vendôme-Säule zeigt. 1874 nahm er an der ersten Ausstellung der Impressionisten in Nadars Atelier teil und präsentierte dort ein Ölgemälde und zwei Aquarelle. Von 1879 bis 1883 stellte er regelmäßig auf dem Salon de Paris aus, unter anderem mit den Werken La Présentation à la supérieure (1879), L’Entrée dans la danse (1880), Au cloître (1880), Avant la leçon (1882), À l’école und La Leçon de danse (beide 1883). Er lebte in der Rue Linné und später in der Rue de Navarin in Paris. Ab 1883 ist wenig über ihn bekannt. Es wird vermutet, dass er in Algerien verstorben ist; seine Grabstätte befindet sich jedoch auf dem Père-Lachaise-Friedhof in Paris.

## Werk

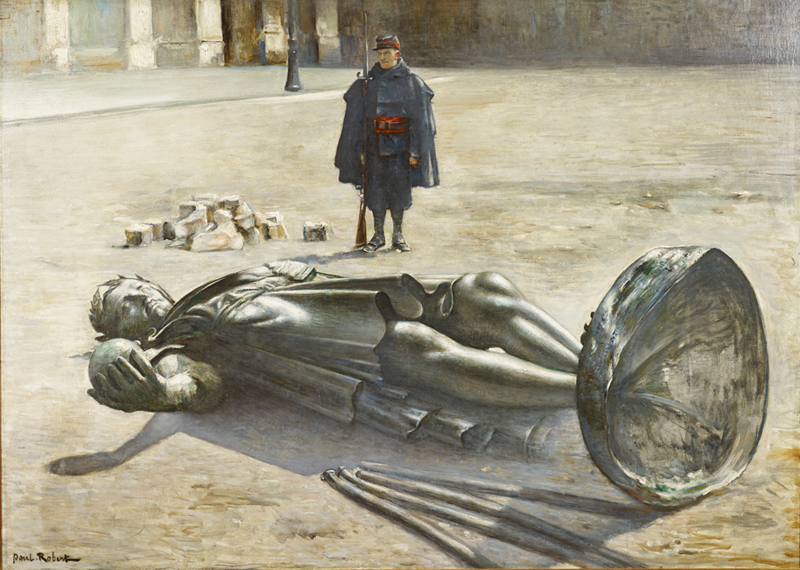
Léon-Paul-Joseph Robert: Die umgestürzte Vendôme-Säule, 1871. Musée d'art et d'histoire Paul Eluard de Saint-Denis

Léon-Paul-Joseph Robert bewegte sich stilistisch im Übergang vom Realismus zum Impressionismus. Er malte das urbane Leben, Tänzerinnen und Alltagszenen. Sein realistisches Gemälde der Vendôme-Säule während der Pariser Kommune gilt als historisches Zeugnis. Durch die Teilnahme an der Ausstellung im Atelier Nadar im Jahr 1874 wurde er zu einem der Wegbereiter des Impressionismus. Ab 1879 zeigen seine Salonbilder eine Entwicklung hin zu einem persönlichen Stil zwischen akademischer Malerei und Impressionismus.